# Witsprietkokermot
De witsprietkokermot (Coleophora violacea) is een vlinder uit de familie kokermotten (Coleophoridae). De wetenschappelijke naam is voor het eerst geldig gepubliceerd in 1783 door Strom.
De soort komt voor in Europa.